# Re di Mide

La bandiera di Mide, una delle cinque province d'Irlanda

Durante il Medioevo in Irlanda i re di Mide facevano parte del clan Cholmáin, un ramo degli Uí Néill. Molti di loro furono sovrani supremi irlandesi. Dopo il collasso del regno nel XII secolo la sua dinastia, gli Ua Mael Sechlainn o Ó Melaghlin, furono costretti ad andare a ovest ed a insediarsi sulla riva orientale del fiume Shannon.

## Storia
Il regno di Mide sembra essere esistito come regno (con diversa estensione) fino almeno all'inizio dell'età storica. Il suo nome significa mezzo, che denota come fosse situato proprio al centro dell'isola (le contee di Meath Westmeath e parti di quelle di Cavan, Dublino, Kildare, Longford, Louth e Offaly).
I suoi primi re potrebbero essere provenuti dai Dál Messin Corb, il cui clan, gli Uí Garrchon, erano sovrani del Leinster. Tuttavia attorno al 400 furono scacciati dalla loro terra originaria nel Kildare e oltre le montagne di Wicklow dagli Ui Néill, il cui clan, i Cholmáin, presero il posto di quelli.

## Primi sovrani di Mide

### Re di Mide dal Clann Cholmáin
- Domnall Midi mac Murchado 743-763
- Donnchad Midi mac Domnaill 766-797
- Domnall mac Donnchado 797-799
- Muiredach mac Domnaill 799-802
- Diarmait mac Donnchado 802-803
- Conchobar mac Donnchado 803-833
- Niall mac Diarmato ???-826
- Mael Ruanaid mac Dunnchado 833-843
- Fland mac Maele Ruanaid 843-845
- Máel Sechnaill mac Maíl Ruanaid 845-22 novembre 862
- Lorcan mac Cathail 862-864
- Conchobar mac Donnchado ???-864
- Donnchad mac Eochocain (Aeducain) 864-877
- Flann Sinna mac Maíl Sechnaill 877-25 maggio 916
- Conchobar mac Flainn 916-919
- Donnchad Donn mac Flainn 919-944
- Oengus mac Donnchada 944-945/946
- Donnchad mac Domnaill 945/946-950
- Fergal Got mac Oengussa ca. 950-ca. 950
- Aed mac Mael Ruanaid ca .950-951
- Domnall mac Donnchada 951-952
- Carlus mac Cuinn 952-960
- Donnchad Finn mac Aeda 960-974
- Muirchertach mac Mael Sechnaill 960-ca. 976
- Máel Sechnaill mac Domnaill 975/976-2 settembre 1022
- Mael Sechnaill Got mac Mael Sechnaill 1022-1025
- Roen mac Muirchertaig 1025-1027
- Domnall Got 1027-1030
- Conchobar ua Mael Sechlainn 1030-1073
- Murchad mac Flainn Ua Mael Sechlainn 1073-1073
- Mael Sechlainn Ban mac Conchobair Ua Mael Sechlainn 1073-1087
- Domnall mac Flainn Ua Mael Sechlainn 1087-1094
- Donnchad mac Murchada Ua Mael Sechlainn 1094-1105
- Conchobar mac Mael Sechlainn Ua Mael Sechlainn 1094-1105
- Muirchertach mac Domnaill Ua Mael Sechlainn 1105-1106
- Murchad mac Domnaill Ua Mael Sechlainn 1106-1153
- Mael Sechlainn mac Domnaill Ua Mael Sechlainn 1115-1115
- Domnall mac Murchada Ua Mael Sechlainn 1127-1127
- Diarmait mac Domnaill Ua Mael Sechlainn 1127-1130
- Conchobar Ua Conchobair 1143-1144
- Donnchad mac Muirchertaig Ua Mael Sechlainn 1144-????
- Mael Sechlainn mac Murchada Ua Mael Sechlainn 1152-1155
- Donnchad mac Domnaill Ua Mael Sechlainn 1155-1155
- Diarmait mac Domnaill Ua Mael Sechlainn 1155-1156
- Donnchad mac Domnaill Ua Mael Sechlainn 1156-1157
- Diarmait mac Domnaill Ua Mael Sechlainn 1157-1158
- Donnchad mac Domnaill Ua Mael Sechlainn 1158-1160
- Diarmait mac Domnaill Ua Mael Sechlainn 1160-1169
- Domnall Bregach mac Mael Sechlainn meic Domnaill Ua Mael Sechlainn 1169-1173 (ultimo regnante di Mide)

### Titolari del regno di ìMide: Signori di Clonlonan
- Art mac Mael Sechlainn meic Domnaill Ua Mael Sechlainn 1173-1184
- Magnus Ua Mael Sechlainn ????-1175
- Mael Sechlainn Beg, 1184-1213
- Cormac mac Art O Melaghlain, 1213-1239
- Art mac Cormac, 1239-1283
- Cairbre, 1283-1290
- Murchadh mac Cairbre, 1290-1293
- Cormac mac Cormac, 1293?-1301
- Cairbre an Sgregain, 1301?-1323
- Art More mac Cormac, 1323-1344
- Cormac Ballach mac Art, 1344-1362
- Art mac Art Mor, 1362-1385
- Conchobhar, 1385?-1401
- ?, 1431
- Art mac Conn?, morot nel 1431
- Laighnech mac Corc, morto nel 1487
- Conn mac Art mac Conn, 1487-1500
- Murchad mac Conn, morto nel 1518
- Toirrdelbach the Cleric, 1518-1537
- Art mac Conn, 1537-1539
- Felim Og mac Felim mac Conn, 1539-1542
- Rudhraighe, 1542-43, morto nel 1544
- Caedach mac Felim mac Conn, 1543-?
- Conn mac Art mac Conn, ?-1548
- Tadhg Ruadh mac Toirrdelbach, 1548-1553?
- Murchad mac Toirrdelbach?, 1547/1549?
- An Calbhach, 1564-ca. dicembre del 1600
- Irriel, December 1600-10 aprile 1604
- Phelim mac Irriel, nato il 1º agosto 1602, vivo nel 1604